# Phi Capricorni
Phi Capricorni (28 Capricorni) é uma estrela na direção da constelação de Capricornus. Possui uma ascensão reta de 21h 15m 37.89s e uma declinação de −20° 39′ 06.1″. Sua magnitude aparente é igual a 5.17. Considerando sua distância de 691 anos-luz em relação à Terra, sua magnitude absoluta é igual a −1.46. Pertence à classe espectral K0II/III.